# España en el Campeonato Mundial de Atletismo de 2017
La selección española de atletismo acudió a los Campeonatos del Mundo de Atletismo de 2017, celebrados en el Estadio Olímpico de Londres entre el 4 y el 13 de agosto de 2017, con un total de 65 atletas (34 hombres y 21 mujeres).
Además de los resultados deportivos, Ruth Beitia recibió el premio al juego limpio de los campeonatos por su comportamiento durante la calificación de salto de altura.

## Medallas
Los atletas españoles no consiguieron ninguna medalla en esta edición del Campeonato Mundial.

## Finalistas
Se obtuvieron cinco puestos de finalista gracias a las actuaciones de Adel Mechaal (4.º en 1500 m), el equipo masculino del relevo 4 × 400 metros (5.º), Ana Peleteiro (7.ª en triple salto), Orlando Ortega (también 7.º en 110 metros vallas) y Álvaro Martín (8.º en 20 kilómetros marcha). España acabó en el puesto 29.ª de la clasificación global, según el sistema de puntos por finalistas.

## Participación
El detalle de la actuación española en la decimosexta edición de los campeonatos del mundo de atletismo se recoge en la siguiente tabla:
| Atletas                                                 | Pruebas                 | Actuación                                                                                              |
| ------------------------------------------------------- | ----------------------- | --- |
| Óscar Husillos                                          | 400 metros              | Semifinalista: 4.º en su eliminatoria (45.22 ) y 6.º en su semifinal (45.16 )                          |
| Lucas Búa                                               | 400 metros              | 1.ª ronda: 7.º en su eliminatoria (46.00)                                                              |
| Samuel García                                           | 400 metros              | 1.ª ronda: 6.º en su eliminatoria (46.37)                                                              |
| Álvaro de Arriba                                        | 800 metros              | Semifinalista: 5.º en su eliminatoria (1:46.42) y 8.º en su semifinal (1:46.64)                        |
| Kevin López                                             | 800 metros              | Semifinalista: 3.º en su eliminatoria (1:45.77) y 8.º en su semifinal (1:47.62)                        |
| Daniel Andújar                                          | 800 metros              | Descalificado en la 1.ª ronda                                                                          |
| Adel Mechaal                                            | 1500 metros             | Finalista: 6.º en su eliminatoria (3:38.99), 5.º en su semifinal (3:40.60) y 4.º en la final (3:34.71) |
| Marc Alcalá                                             | 1500 metros             | 1.ª ronda: 10.º en su eliminatoria (3:43.28)                                                           |
| David Bustos                                            | 1500 metros             | 1.ª ronda: 13.º en su eliminatoria (3:47.52)                                                           |
| Ilias Fifa                                              | 5000 metros             | 1.ª ronda: 16.º en su eliminatoria (13:47.90)                                                          |
| Javier Guerra                                           | Maratón                 | 17.º (2h15:22)                                                                                         |
| Iván Fernández                                          | Maratón                 | Abandonó                                                                                               |
| Ayad Lamdassem                                          | Maratón                 | Abandonó                                                                                               |
| Jonathan Romeo                                          | 3000 metros obstáculos  | 1.ª ronda: 11.º en su eliminatoria (8:38.05)                                                           |
| Fernando Carro                                          | 3000 metros obstáculos  | 1.ª ronda: 10.º en su eliminatoria (8:38.42)                                                           |
| Sebastián Martos                                        | 3000 metros obstáculos  | 1.ª ronda: 13.º en su eliminatoria (8:51.57)                                                           |
| Orlando Ortega                                          | 110 metros vallas       | Finalista: 1.º en su eliminatoria (13.37), 4.º en su semifinal (13.23) y 7.º en la final (13.37)       |
| Yidiel Contreras                                        | 110 metros vallas       | Semifinalista: 4.º en su eliminatoria (13:40 ) y 7.º en su semifinal (13.65)                           |
| Sergio Fernández                                        | 400 metros vallas       | 1.ª ronda: 7.º en su eliminatoria (50.38)                                                              |
| Adrián Vallés                                           | Salto con pértiga       | Calificación: 8.º en su grupo (5.60)                                                                   |
| Igor Bychkov                                            | Salto con pértiga       | Sin marca en la calificación                                                                           |
| Eusebio Cáceres                                         | Salto de longitud       | Sin marca en la calificación                                                                           |
| Pablo Torrijos                                          | Triple salto            | Final: 6.º en su grupo de calificación (16.80) y 10.º en la final (16.60)                              |
| Carlos Tobalina                                         | Lanzamiento de peso     | Calificación: 13.º en su grupo (19.87)                                                                 |
| Álvaro Martín                                           | 20 kilómetros marcha    | Finalista: 8.º (1h19:41 )                                                                              |
| Alberto Amezcua                                         | 20 kilómetros marcha    | 9.º (1h19:46 )                                                                                         |
| Miguel Ángel López                                      | 20 kilómetros marcha    | 10.º (1h19:57 )                                                                                        |
| Diego García Carrera                                    | 20 kilómetros marcha    | 13.º (1h20:34 )                                                                                        |
| José Ignacio Díaz                                       | 50 kilómetros marcha    | 17.º (3h48:08 )                                                                                        |
| Francisco Arcilla                                       | 50 kilómetros marcha    | 26.º (3h57:27)                                                                                         |
| Iván Pajuelo                                            | 50 kilómetros marcha    | Abandonó                                                                                               |
| Óscar Husillos Lucas Búa Darwin Echeverry Samuel García | Relevo 4 × 400 metros   | Finalistas: 1.º en su eliminatoria (3:01.72 ) y 5.º en la final (3:00.65 )                             |
| Jorge Ureña                                             | Decatlón                | 9.º (8125 ptos ) (11.00; 7.30; 13.91; 2.08; 48.72; 14.15; 36.33; 5.00; 56.06; 4:26.46)                 |
| Pau Tonnesen                                            | Decatlón                | 14.º (8006 ptos) (11.26; 7.21; 13.76; 2.08; 50.85; 14.57; 43.07; 5.40; 55.13; 4:46.31)                 |
| Estela García                                           | 200 metros              | 1.ª ronda: 5.ª en su eliminatoria (23.78)                                                              |
| Esther Guerrero                                         | 800 metros              | 1.ª ronda: 5.ª en su eliminatoria (2:02.22)                                                            |
| Marta Pérez                                             | 1500 metros             | 1.ª ronda: 11.ª en su eliminatoria (4:05.82 )                                                          |
| Solange Pereira                                         | 1500 metros             | 1.ª ronda: 10.ª en su eliminatoria (4:06.63)                                                           |
| Ana Lozano                                              | 5000 metros             | 1.ª ronda: 10.ª en su eliminatoria (15:14.23 )                                                         |
| Marta Esteban                                           | Maratón                 | 21.ª (2:33:37 )                                                                                        |
| Paula González                                          | Maratón                 | 46.ª (2:42:47)                                                                                         |
| Marisa Casanueva                                        | Maratón                 | 78.ª (3:05:03)                                                                                         |
| Irene Sánchez-Escribano                                 | 3000 metros obstáculos  | 1.ª ronda: 6.ª en su eliminatoria (9:46.59)                                                            |
| María José Pérez                                        | 3000 metros obstáculos  | 1.ª ronda: 13.ª en su eliminatoria (10:01.84)                                                          |
| Teresa Urbina                                           | 3000 metros obstáculos  | 1.ª ronda: 13.ª en su eliminatoria (10:21.90)                                                          |
| Ruth Beitia                                             | Salto de altura         | Final: 7.ª en su grupo de calificación (1.92) y 12.ª en la final (1.88)                                |
| Ana Peleteiro                                           | Triple salto            | Finalista: 7.ª en su grupo de calificación (14.07) y 7.ª en la final (14.23 )                          |
| Fátima Diame                                            | Triple salto            | Calificación: 12.ª en su grupo de calificación (13.36)                                                 |
| Belén Toimil                                            | Lanzamiento de peso     | Calificación: 14.ª en su grupo de calificación (16.38)                                                 |
| Úrsula Ruiz                                             | Lanzamiento de peso     | Calificación: 14.ª en su grupo de calificación (16.20)                                                 |
| Sabina Asenjo                                           | Lanzamiento de disco    | Calificación: 9.ª en su grupo de calificación (57.00)                                                  |
| Berta Castells                                          | Lanzamiento de martillo | Calificación: 10.ª en su grupo de calificación (66.11)                                                 |
| Laura García-Caro                                       | 20 kilómetros marcha    | 9.ª (1h29:29 )                                                                                         |
| María Pérez                                             | 20 kilómetros marcha    | 10.ª (1h29:37 )                                                                                        |
| Ainhoa Pinedo                                           | 20 kilómetros marcha    | 21.ª (1h31:28)                                                                                         |